# 唐豪 (1896年)

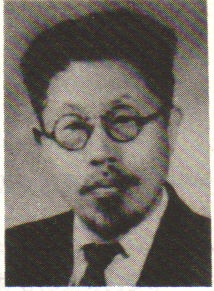
唐豪

唐豪（1896年12月—1959年），字范生，號棣華，男，江蘇吳縣（今苏州市吴中区）人，中国武术家和律师。

## 生平
唐豪因改朝換代及家貧關係，青少年时失學到上海找尋生計，於是有機會在上海精武体操会拜山东名师刘震南学练潭腿及六合拳術，後習太極拳等。喜研究有关的武术史料。曾任私立学校的校长。他亦是一位律师，文史专家，又是武术家。
1927年曾因嫌疑參加共產黨而被捕，幸得朱國福出面保釋出來，後赴日本學習政治、柔道和劍道，歸國後應張之江將軍之邀出任中央國術館編審處處長。
1928年国立南京中央國術館成立后，馆长张之江聘唐为首任編審處處長，開始撰寫文章。
1932年1月，聯同陳家太極拳手陳子明回陳家溝調查太極拳歷史。
1936年，在上海七君子政治案件中，顾留馨被扣留，唐豪任被告人等之律師，勝訴，顾留馨等被釋放。
1937年1月，唐豪去苏州與顾留馨（當年29岁），为沈钧儒、李公仆、章乃器、王造时、沙千里诸君前演习劈刺，宣传在战争中的实用价值。
1937年在上海中國武術學會發行著作《行健齋隨筆》。全書共錄有「元清二代禁漢人藏執兵器與服習武藝」、「顧亭林少林僧兵與少林寺詩」、「擒拏手」、「技擊家之蹤躍術」、「易筋洗髓經牛李二序之偽」、「朝鮮武藝叢書」等46篇短文，把關於武藝上種種荒誕、邪魔、神秘的謬說，作一清算；同時把前代所留下來的武藝史料，作一考訂整理。
1949年，中華人民共和國成立後，任華東政法委員會委員。
1955年，任國家體委顧問。之前所有著作，直至去世時都未見再版重刊。
1959年因「操勞過度」，病逝於北京寓所。

## 学术贡献
大力提倡武術科學化，排斥花巧的流行套路，主張發展实用樸實的武術；另一方面批判武術界宗派門戶之見和附會神怪、荒誕不經的舊思想。唐豪提昇了中國武術史研究在學術界的地位，成為中國武術史考證之重要的人物。曾发表《少林武当考》，通過大量事实考据作出论证，指出少林武术非达摩所创；他的《中国武艺图籍考》及其《补篇》以及中华人民共和国成立后发表的《中国民族体育图籍考》等著作，成为武术目录学和文献学的奠基石。

### 《少林武当考》
唐做事认真，寫作资料必須正確。所以不到一年的时间就被逼离开央馆编审处，原因是在這時期间內寫成了手稿《少林武当考》。该稿中唐范生质疑甚至否认少林派与武当派的源流及承传；触怒馆内及圈外一些人士。唐范生被迫离开南京。
唐在1930年出版之《少林武当考》“自序”中說：“现在一班职业武士，嚣然短长于少林武当之间，未免所见者太小了！……读了这本小册子，或者可以把天地放宽些看……不要再坐在枯井里老嚷着天小”
唐在正文中激烈批评当时一些知名出版商及圈内大師。 “今人动以少林武当为市招。余谓其动机多出于惑世诬人博名射利之一念。古人授技，以此路混彼路，分一路为二路，犹是中秘私之毒；今人则不以混而以昌，不求真实而务标榜，无怪所谓少林武当教师，多于过江之鲫矣！”“明末以后，居然有人尊三丰为内家鼻祖，而形成今日之所谓武当派！”
张之江馆长為之作序，没有对两大门派给予赞扬，反而支持唐范生的論調。序說：“武当、少林在过去武术历史上，形成两大宗派，是人所共知。而因此演成许多荒诞的神话，引起许多无谓的斗争，也是人所共知。”“自命为武当嫡派、少林正宗的技击家，也只有俚俗谬误不经之谈。”“望今后的国术家，能深体此言，大家一德一心，融化门派，再不要以仙佛神话，麻醉人心。” 